# ブラザヴィル弾薬庫爆発事故
座標: 南緯4度16分 東経15度17分 / 南緯4.267度 東経15.283度
ブラザヴィル弾薬庫爆発事故（ブラザヴィルだんやくこばくはつじこ、英: Brazzaville arms dump blasts）は、2012年3月4日にコンゴ共和国の首都、ブラザヴィルの軍需施設で発生した一連の爆発事故の総称である。この事故による死者はおよそ250人、負傷者は2300人以上にのぼり、1万3800人以上が家を失った。

## 事故の原因
コンゴ共和国政府は、この爆発事故は機甲連隊の武器庫で発生し、原因は電気系統のショートによって、戦車用の砲弾に火が着いたことであると発表した。
ブラザヴィルには少なくとも5軒の兵舎・武器庫が存在しており、この立地条件が死傷者の増加に繋がったとも言われている。政府はこの事故が起こる3年前から、すべての武器庫を市外に移転することを約束していた。

## 事故の様子

### ブラザヴィル
爆発は現地時間で午前8時（協定世界時午前7時）ごろから、ブラザヴィル北部の人口密集地であるウエンゼ（Ouenzé）地区で発生しはじめた。武器庫はウエンゼ地区、タランガイ（Talangaï）地区に挟まれた地区であるムピラ（Mpila）地区に位置していた。少なくとも5回の大規模な爆発と無数回の小規模な爆発が発生し、特筆に値する爆発は現地時間で午後1時頃まで続いた。当時の防衛相であるシャルル・ザカリー・ボワオは国営のラジオ放送上で「この爆発は戦闘行為、あるいはクーデターによるものではなく、弾薬庫の火災によるものである」ことを市民に強く訴え、平静を保つように呼びかけた。
爆心地である、軍需施設の周囲半径500メートルに建っていた建造物は事故の影響で破壊され、多くの人が壊れた建造物の中に閉じ込められた。爆発事故によって破壊された建造物の中には聖ルイスカトリック教会、福音教会が含まれており、事故発生当時には双方の教会で日曜の礼拝が行われていた。同国の大統領であるドニ・サスヌゲソは武器庫の近郊に邸宅を構えていたが、事故発生当時には家を空けており、無事だった。
中国の国営通信社である新華社通信によると、同国の建設会社、北京建工集団の中国人作業員6人が爆発に巻き込まれ死亡した。内務相の
レイモン・ムブルは市内の病院が負傷者で溢れかえり、病棟不足から多くの負傷者が廊下に寝かされている現状について報告している。またムブル内務相は、軍の兵舎周辺の街路の惨状を「水のない津波に襲われたようだ」とも表現した。

### キンシャサ
爆発の影響はブラザヴィルからごく近い、コンゴ川を挟んだ対岸に位置するコンゴ民主共和国の首都、キンシャサにも及んだ。多くの市民がこの爆発を武力衝突によるものと考えたため、キンシャサ・ブラザヴィルの両都市では大混乱が生じた 。民主共和国政府はこの爆発が戦闘行為によるものでないことが明確になるまで、コンゴ川岸に軍隊を駐留させた。
キンシャサ市内でも爆風によって、建築物の屋根や窓などに被害が生じたほか市中心部、ラ・ゴンベ地区の6月30日通り沿いでも窓ガラスが割れるなどの被害があった。同市内でも大きな爆発音が5回聞こえたほか、爆発により立ち上る煙が確認された。

## 事故の余波
爆発事故の影響でブラザヴィル市街は一面瓦礫に覆われた。また、事故による火災は市街に広がり、多くの家屋を焼いた。爆発事故の起こった地区は警察によって封鎖された。火災は午後までにほとんどが鎮火したが、その後も一部で小規模な火災が見られた。市内には夜間外出禁止令が敷かれた。この事故により多くの子供が親とはぐれ、地元のテレビ局は爆発後の混乱で親とはぐれた20人あまりの子どもたちを番組に出演させ、親と再会できるよう、この子どもたちを知っている人はテレビ局に連絡するよう呼びかけた。共和国当局は教会2軒と屋根付き市場を事故により家を失った人の避難場所として開放した。武器庫付近での救助作業は小規模な爆発が続いていたため難航した。
事故発生の翌日である3月5日になってもブラザヴィル市内ではぼやがくすぶりつづけ、市内の他の武器庫に火が燃え広がることが危惧された。封鎖区域内には死体が取り残され、現場周辺には死臭が漂い始めた。とはいえ、市の中心部や南部では、市民は日常を取り戻していった。
事故発生から24時間以内に、アメリカ合衆国およびフランスの当局者はコンゴ共和国の職員と面会し、救援活動について話した。フランスやロシアの消防士が消火に協力したほか、フランス政府は救援物資を即時発送した。コンゴ民主共和国は医療用品および代表団を送った。世界保健機関は2.5トンの医薬品を輸送した。赤十字社は3000人が収容可能な難民キャンプを建設した。国連事務総長の潘基文は事故の犠牲者の遺族、コンゴ共和国政府、および同国の国民に哀悼の言葉を述べた。その他、コンゴ共和国には世界各国から支援の申し入れや見舞いの言葉があった。国連地雷対策支援信託基金（United Nations Mine Action Service, UNMAS）は緊急対応を行い、国連人道調整官や、コンゴ共和国軍を含む各関係者の協力のもと、国連地雷除去チーム（United Nations Mine Action Team, UNMAT）を結成した。
3月7日時点では、事故現場では有効な救助活動は行われなかった。赤十字社は、新たに爆発が起こる危険性があるため現場に立ち入ることができなかったほか、立ち入りを許可されていた軍隊もいまだ続く火災の消火に足を引っ張られていた。点検によって、爆発しなかった弾薬が倉庫一帯に散在していることがわかった 。
爆発事故の後、コンゴ共和国政府はすべての軍需施設をブラザヴィル市外に移転することを決定したが、この公約自体はこの事故の3年前の、2009年に別の爆発事故があった際に作られたものであった。3月8日、コンゴ共和国政府は犠牲者の家族に300万CFAフランを支払うことを発表した。
国連の専門機関や海外の軍隊、NGOなどが事故現場から爆発物を取り除くのに協力した。4月上旬時点で、16トンの弾薬が回収、処理された。
2013年9月10日、コンゴ共和国軍の兵士6人が、火災の原因となった電気系統のショートを引き起こした罪で、懲役15年の判決を下され、ほかに関係者26人が無罪を宣告された。また、国家安全保障会議の元事務局長であったColonel Marcel Tsourouが5年の強制労働刑を宣告された。

### コレラの流行
コンゴ共和国では4月初旬にコレラが流行したが、家を失った人々が不衛生な環境に置かれたことと、降り続ける長雨が感染の拡大に寄与したとされている。1万1000人から1万4000人の避難者を受け入れていた、ブラザヴィル北部のンコンボ（Nkombo）に位置する屋根付き市場とブラザビル市中心部の聖心大聖堂が最もひどい影響を受けた。